# Yannick Kamanan
Yannick Étienne Stanislas Kamanan (* 5. Oktober 1981 in Saint-Pol-sur-Mer, Frankreich) ist ein französischer ehemaliger Fußballspieler.

## Karriere
Kamanan wurde in der Jugendabteilung des UC Le Mans ausgebildet; sein Profidebüt gab er bei Tottenham Hotspur. Er spielt auf der Position des Stürmers und ist Linksfüßer. 
Anfang 2009 wechselte er für eine Ablösesumme von 100.000 Euro von Maccabi Tel Aviv zu Sivasspor. Bei diesem Verein gelang ihm auf Anhieb der Sprung in die Stammformation. Zusammen mit Hervé Tum, Mehmet Yıldız und Pini Felix Balili bildete er den Sturm seiner Mannschaft. Er spielte mit seinem Team lange Zeit um die türkische Meisterschaft mit und beendete mit dieser die Saison als Vizemeister. Damit war er Teil jener Mannschaft, die die beste Erstligaplatzierung der Vereinsgeschichte erreichte.
Nachdem Kamanan vom späteren Cheftrainer Rıza Çalımbay keine Berücksichtigung mehr im Kader gefunden hatte, wechselte er im Sommer 2011 zum Ligarivalen Mersin Idmanyurdu. Auch bei diesem Klub gelang ihm der Sprung in die Stammformation nicht mehr und so verließ er den Verein bereits im Frühjahr 2012 und schloss sich in Aserbaidschan dem Klub FK Qəbələ an. Noch vier weitere Jahre währte seine Karriere; er spielte in Zypern, wieder in Frankreich und zuletzt erneut in England.

## Erfolge
Mit Sivasspor
- Türkischer Vizemeister: 2008/09